# Peregrine Osborne, 2. vévoda z Leedsu
Peregrine Osborne, 2. vévoda z Leedsu (Peregrine Osborne, 2nd Duke of Leeds, 2nd Marquess of Carmarthen, 2nd Earl of Danby, 2nd Viscount Osborne and Latimer, 2nd Baron Osborne) (1659 – 25. června 1729) byl britský admirál, politik a dvořan, syn významného státníka Thomase Osborna. Od mládí zastával řadu čestných funkcí, sloužil v námořnictvu a za války o španělské dědictví dosáhl hodnosti viceadmirála. Po otci jako dědic titulu vévody zasedal od roku 1712 ve Sněmovně lordů.

## Životopis
Narodil se jako mladší syn prvního ministra 1. vévody z Leedsu, po matce byl spříznen s rodem Bertie. Po smrti staršího bratra Edwarda Osborna, vikomta Latimera (1655–1689), se stal otcovým dědicem. Studoval soukromě, v roce 1671 absolvoval kavalírskou cestu do Francie, poté začal zastávat čestné úřady a v roce 1677 byl zvolen do Dolní sněmovny (poslancem byl do roku 1679 a pak znovu v letech 1689–1690), od roku 1680 byl lordem komořím Karla II. Mezitím sloužil v armádě a zúčastnil se nástupnických bojů po Slavné revoluci a v roce 1690 byl jako baron Osborne povolán do Sněmovny lordů. Později sloužil u námořnictva, od roku 1690 byl kapitánem a za devítileté války se zúčastnil neúspěšného obléhání Brestu (1694). V roce 1697 dosáhl hodnosti kontradmirála a za války o španělské dědictví byl povýšen na viceadmirála (1703).
V roce 1712 po otci zdědil titul vévody z Leedsu, téhož roku se prostřednictvím sňatku svého syna Peregrina stal příbuzným prvního ministra Roberta Harleye. V letech 1711–1714 byl nejvyšším sudím v hrabství Yorkshire a od roku 1713 v tomto hrabství krátce i lordem místodržitelem. Jako stoupenec toryů musel po nástupu hannoverské dynastie opustit své úřady a od té doby žil v soukromí.
Oženil se v roce 1682 s Bridget Hyde (1662–1734), dědičkou bohatého Sira Thomase Hyde (věnem přinesla 100 000 liber). Z jejich manželství pocházely čtyři děti. Nejstarší syn William Osborne, hrabě z Danby (1690–1711), zemřel předčasně, dědicem titulů se stal mladší syn Peregrine, pozdější 3. vévoda z Leedsu (1691–1731). Dcera Mary (1688-1722) byla manželkou 2. vévody z Beaufortu, po ovdovění se podruhé provdala za skotského šlechtice 4. hraběte z Dundonaldu.